# El misteri de Marie Rogêt

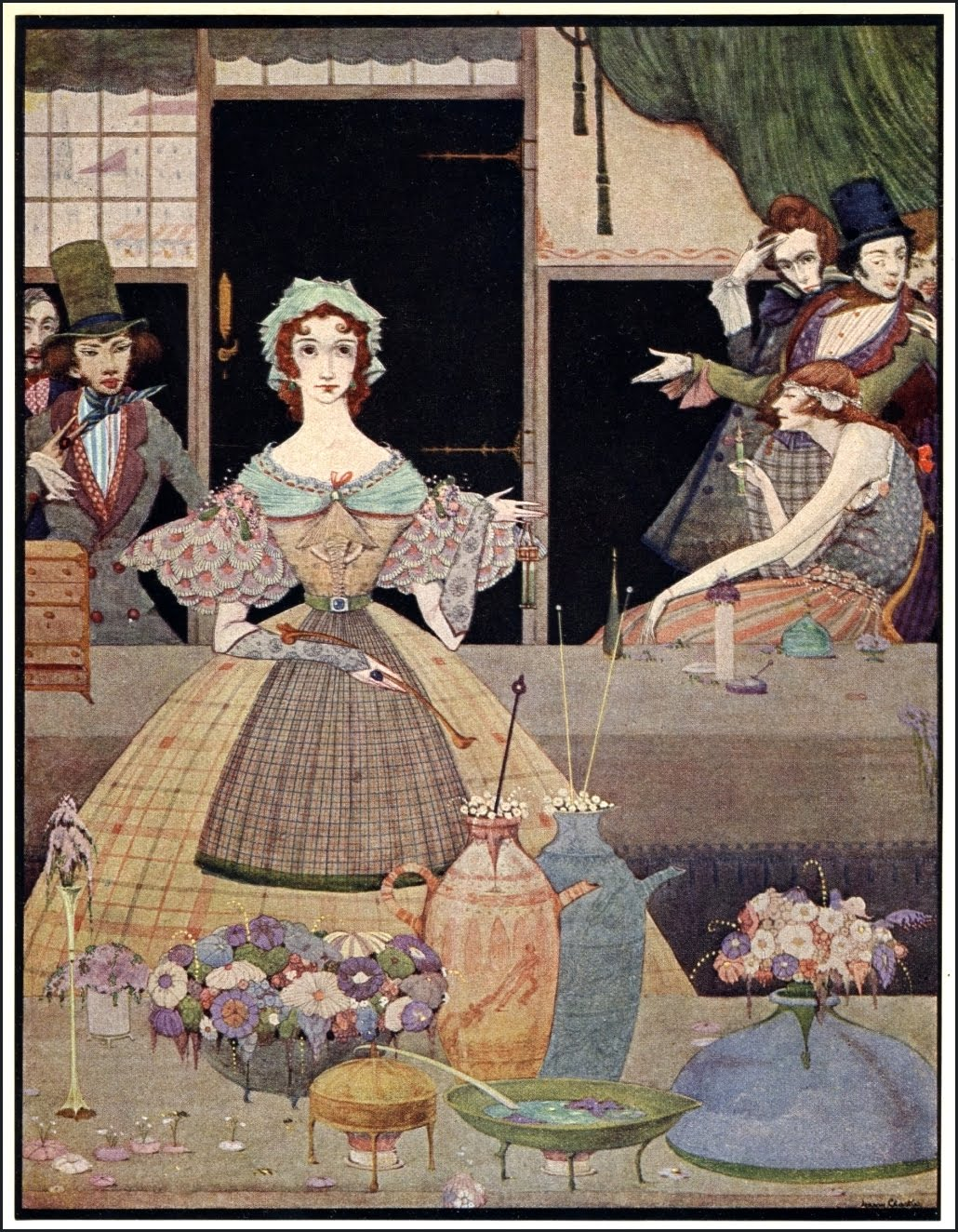
Il·lustració d'Harry Clarke (1923)

El misteri de Marie Rogêt (The Mystery of Marie Rogêt) és un conte d'Edgar Allan Poe publicat al Snowden's Ladies' Companion de Nova York, per lliuraments, entre novembre del 1842 i febrer del 1843. La història gira al voltant de la investigació que l'inspector amateur C. Auguste Dupin porta a terme per tal de descobrir qui va matar una jove venedora de perfums, Marie Rogêt, el cadàver de la qual es troba surant al Sena, a París. Basant-se només en la informació que en donen els diaris, Dupin segueix la seva esfereïdora lògica deductiva i arriba a les seves pròpies conclusions.
L'autor es va basar en uns fets reals ocorreguts a Nova York en què la víctima s'anomenava Mary Cecilia Rogers, el cos de la qual surava al riu Hudson, i que no havien estat resolts per la policia. Poe va anar escrivint el relat, exactament com el protagonista, a mesura que n'anava tenint noves dades per mitjà de la premsa.
És el segon conte de Poe protagonitzat per Dupin, personatge creat en Els crims de la Rue Morgue, i que tornaria a aparèixer en La lletra robada del 1845.

## Un entrellat insòlit i extraliterari
Al juny del 42, un any després de l'assassinat real de la jove Rogers i cinc mesos abans de l'aparició del conte, Poe escrigué a un amic: «Ho analitzo tot amb detall. No he volgut ometre res. I arribo a la conclusió que la noia no fou morta per una trepa. La policia ha seguit una pista falsa. L'assassí és només un». En el conte, aquest assassí és un oficial de marina, ben bru. Quan l'afer és oficialment resolt, després de l'aparició del conte, hi ha, en efecte, un oficial de marina, però aquest únicament hauria dut la víctima a un saludador, per tal de practicar-li un avortament. La versió de la policia de Nova York és que Mary hauria mort accidentalment arran d'aquest fet. Tanmateix, el senyador, ell sí que resultà ser un home molt bru.
Més tard, Poe escrigué: «En Marie Rogêt ho explico tot. Excepte el que no explico. L'oficial naval va confessar i el cas va ser clos. Millor per a la família. Val més no parlar-ne més». No són pas pocs els crítics que sostenen que el conte sí que resol l'afer real, i fins i tot que el mateix autor hi estava embolicat. Pot ser més del que sembla raonable sospitar. L'estanc en el qual treballava la Mary era força freqüentat per artistes i escriptors, i no fóra gens estrany que Poe hi anés amb alguna regularitat. I potser no és sobrer recordar que Edgar Allan Poe era, ell també, un home ben bru.